# Aberdeenshire
Aberdeenshire (Schots-Gaelisch: Siorrachd Obar Dheathain) was tot 1975 een van de graafschappen in Schotland en sinds 1996 een raadsgebied (council area).

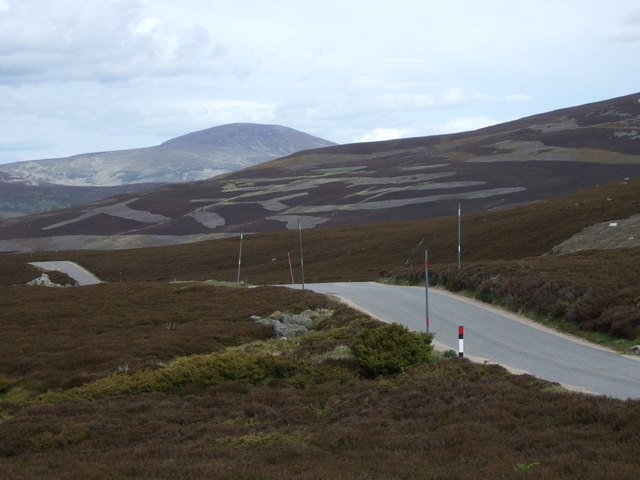
Aberdeenshire

Het raadsgebied grenst aan Banffshire en Inverness-shire in het westen, aan Perthshire, Angus en Kincardineshire in het zuiden en de Noordzee in het noorden en oosten.
Het gebied (inclusief Aberdeen) is een lieutenancy area.
Het heeft een kustlijn van 105 km en is, met een oppervlakte van 6313 km², het vierde Schotse raadsgebied qua grootte.
Het gebied is heuvelachtig. In het midden van Schotland ligt de Grampians.

## Plaatsen
- Aberchirder
- Aboyne
- Ballater
- Banchory
- Banff
- Braemar
- Cornhill
- Ellon
- Fraserburgh
- Huntly
- Inverbervie
- Inverurie
- Kintore
- Maud
- Mintlaw
- Oldmeldrum
- Peterhead
- Portlethen
- Portsoy
- Rosehearty
- Tarland
- Turriff
- Westhill

## Bezienswaardigheden
- Balmoral Castle
- Cairness House
- Corgarff Castle
- Cullerlie Stone Circle
- Culsh Earth House
- Deer Abbey
- Duff House
- Dunnottar Castle
- Dyce Symbol Stones
- Findlater Castle
- Fyvie Castle
- Glenbuchat Castle
- Haddo House
- Huntly Castle
- Kildrummy Castle
- Kinkell Church
- Memsie Cairn
- Peel Ring of Lumphanan, een motte
- Recumbent Stone Circles, waaronder:
  - Easter Aquhorthies Stone Circle
  - Loanhead Stone Circle
  - Tomnaverie Stone Circle
- St Machar's Cathedral
- St Mary's Kirk (Auchindoir)
- Tarves Medieval Tomb
- Tolquhon Castle

Aberdeen · Aberdeenshire · Angus · Argyll and Bute · City of Edinburgh · Clackmannanshire · Dumfries and Galloway · Dundee City · East Ayrshire · East Dunbartonshire · East Lothian · East Renfrewshire · Falkirk · Fife · Glasgow City · Highland · Inverclyde · Midlothian · Moray · Na h-Eileanan Siar (Buiten-Hebriden) · North Ayrshire · North Lanarkshire · Orkney Islands · Perth and Kinross · Renfrewshire · Scottish Borders · Shetland Islands · South Ayrshire · South Lanarkshire · Stirling · West Dunbartonshire · West Lothian
Zie ook: lieutenancy areas, de vroegere regio's en graafschappen